# 화가자리
화가자리(Pictor [ˈpɪktɚ]) 또는 이젤자리는 남쪽 하늘(적위 −50°~ −60°)의 작은 별자리이다. 화가자리는 작고 어두운데, 밝은 카노푸스와 대마젤란성운 사이에서 찾아볼 수 있다.
이 별자리는 대한민국에서는 볼 수 없다.

## 별과 천체

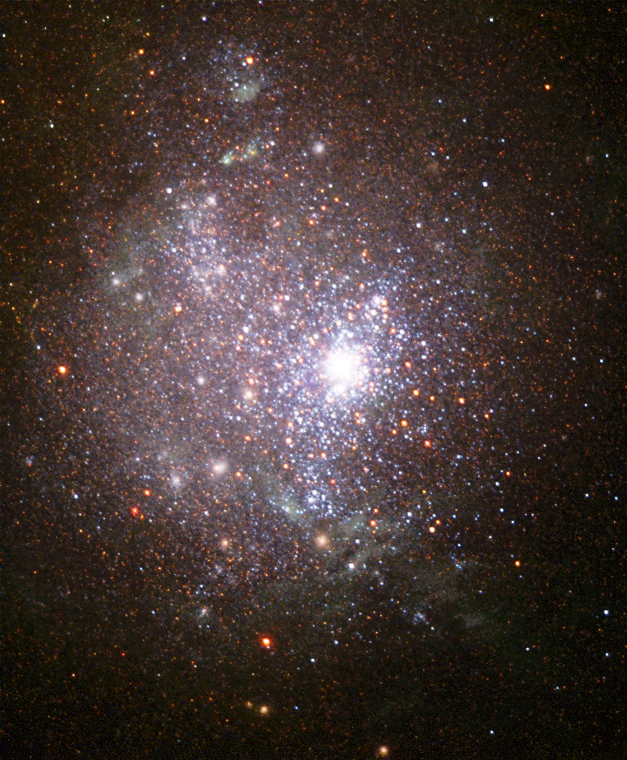
NGC 1705
렌즈은하

- 화가자리 α (α Pictoris): 3.3등급의 별이다.
- 화가자리 β: 62.9 광년 떨어져 있다. 최근 관심을 끌고 있는 별로, 탄소가 풍부한 먼지의 원판에 둘러싸여 있다.
- 화가자리 ι: 5.6등급과 6.4등급의 이중성이다.
- 화가자리 δ: 변광성으로, 4.7등급에서 4.9등급으로 밝기가 변한다.
- 캅테인의 별: 12.78 광년 떨어진 적색왜성으로, 알려진 헤일로 별(halo star) 중 가장 가깝다.

- NGC 1705는 특이한 렌즈형 은하이다.

## 역사

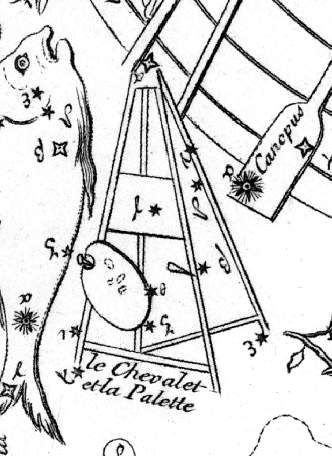

18세기 경 고안된 별자리이기에 유래된 신화는 존재하지 않는다. 1786년 라카유가 '이젤과 팔레트(le Chevalet et la Palette)'로 호칭했다. 희망봉에서 2년 동안 10,000개의 남반구의 별을 관찰하고 분류한 뒤 유럽에서 보이지 않는 14개의 별자리를 고안했다.
'Pictor'의 명칭은 '화가'를 의미하며, 'Equuleus Pictoris (화가의 이젤)'이 줄여진 것이다.

## 같이 보기
- 조각가자리
- 조각칼자리